# スパイク・ブリッツ
ソーステン・スパイク・ブリッツ（Thorsten Spike Brits, 2007年6月24日 - ）は、イングランドのキングストン・アポン・テムズ区出身のサッカー選手。マンチェスター・シティFCのユースアカデミー所属。ポジションはゴールキーパー。

## 経歴

### ウィンブルドン
2013年にAFCウィンブルドンのユースアカデミーに加入。
2022-23シーズンはU-18チームで優秀な成績を記録し、ウィンブルドンのトップチームのトレーニングに招待されることもあった。また、マンチェスター・シティFC、ブライトン・アンド・ホーヴ・アルビオンFC、ブレントフォードFCなど、プレミアリーグの複数クラブが獲得に関心を示すようになった。

### マンチェスター・シティ
2023年6月、マンチェスター・シティへ移籍。移籍金はウィンブルドンのアカデミーの選手としては史上最高額となった。

## 代表歴
2022年にU-16イングランド代表に初選出された。同代表で出場した8試合のうち7試合でクリーンシートを記録し、2023年のモンテギュー国際大会での優勝に貢献した
。
2024年のUEFA U-17欧州選手権でU-17イングランド代表に選出された。